# 孤齧脂鯉
孤齧脂鯉，為輻鰭魚綱脂鯉目脂鯉亞目脂鯉科的其中一個種，分布於南美洲奧里諾科河及Cinaruco河流域，體長可達3.9公分，棲息在底中層水域，屬雜食性，以昆蟲、蝸牛及植物為食，生活習性不明。